# Lisjanského ostrov

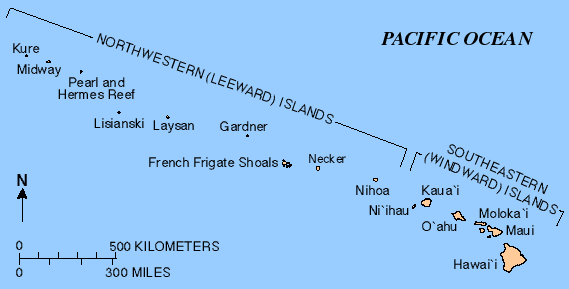
Mapa Havajských ostrovů

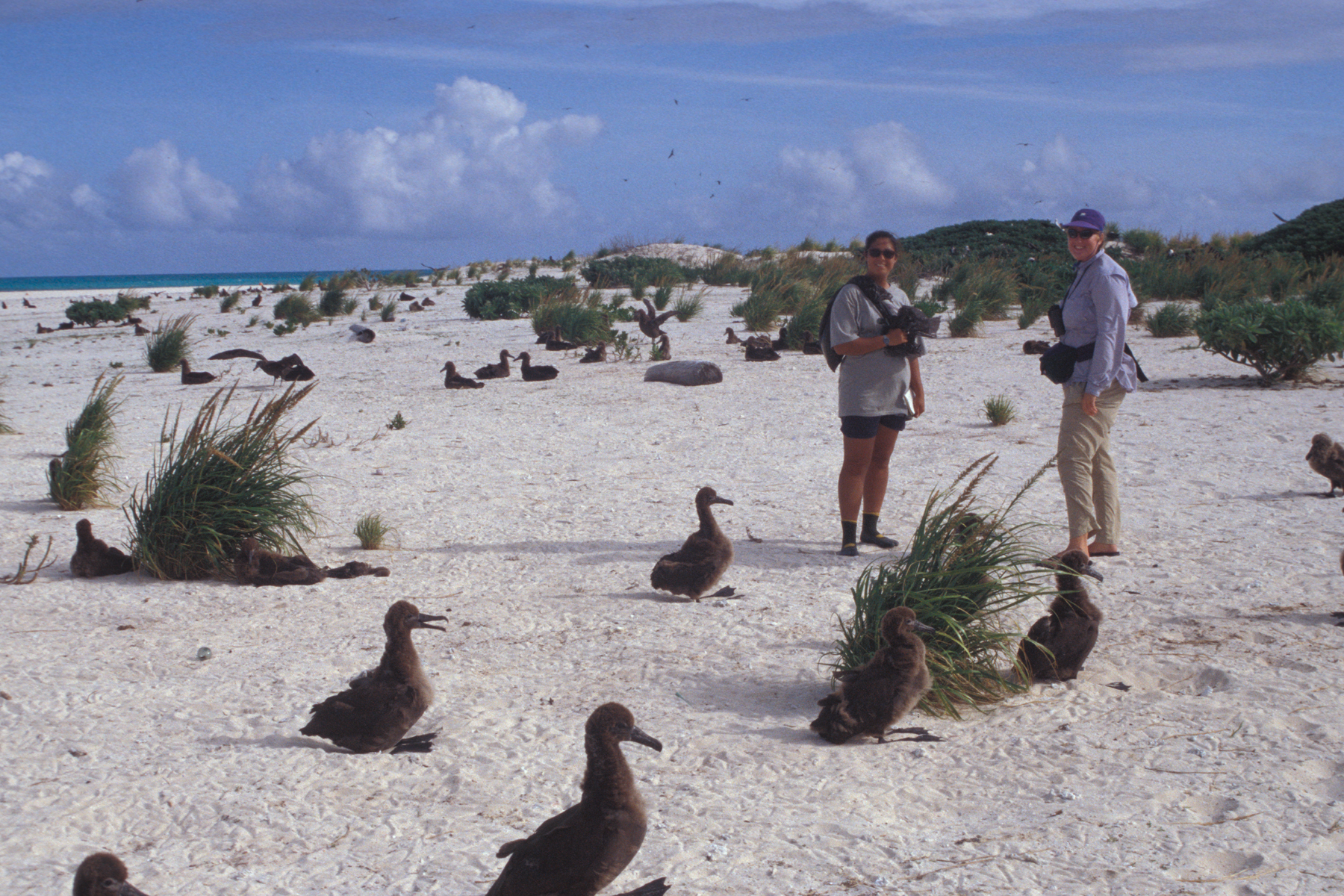
Biologická expedice na pobřeží ostrova

Lisjanského ostrov (Lisianski Island) je korálový ostrov ležící 1676 km severozápadně od Honolulu, který je součástí amerického státu Havaj. Je zhruba dva kilometry dlouhý a kilometr široký. Ostrov se nazývá havajsky Papa‘āpoho (Plochý ostrov), nejvyšší bod leží 12 metrů nad mořskou hladinou. Objevil ho 15. října 1805 ruský námořní kapitán Jurij Fjodorovič Lisjanskij, podle něhož byl pojmenován. Ostrov je obklopen mělčinou Neva Shoals o rozloze 979 km², kterou Lisjanskij nazval podle své lodi Něva. V roce 1857 Lisjanského ostrov zabralo Havajské království. Probíhala na něm těžba guána, od roku 1909 je chráněným územím. Na ostrově hnízdí četné druhy mořských ptáků, například vzácný buřňák boninský a kachna laysanská. U jeho pobřeží žije tuleň havajský. Kvůli absenci pitné vody je ostrov pro lidi neobyvatelný. Porost tvoří převážně svlačec Ipomoea indica a přítulnice Pisonia grandis, břehy lemují písečné pláže.